# هارولد كيتسون
هارولد كيتسون (بالإنجليزية: Harold Kitson)‏ مواليد 17 يونيو 1874 في باركشير - الوفاة 30 نوفمبر 1951 في جنوب أفريقيا، كان لاعب كرة مضرب جنوب أفريقي بدأ مسيرته كمحترف سنة 1903 وكان يلعب باليد اليمنى، اعتزل اللعب في 1914. سبق أن شارك في دورة الألعاب الأولمبية الصيفية وفاز بميدالية أولمبية.

## الميداليات
| الميدالية | المسابقة                       |
| --------- | ------------------------------ |
| ذهبية     | الألعاب الأولمبية الصيفية 1912 |
| فضية      | الألعاب الأولمبية الصيفية 1912 |

## روابط خارجية
- هارولد كيتسون على موقع رابطة محترفي التنس (الإنجليزية)
- هارولد كيتسون على موقع الاتحاد الدولي لكرة المضرب (الإنجليزية)
- هارولد كيتسون على موقع أوليمبيديا (الإنجليزية)